# Катена, Винченцо
Винченцо Катена, Винченцо ди Бьяджо (итал. Vincenzo Catena, Vincenzo di Biagio; 1470, Венеция — 29 сентября 1531, Венеция) — итальянский живописец, представитель венецианской школы эпохи итальянского Возрождения. Джорджонеск (последователь выдающегося венецианского художника Джорджоне да Кастельфранко). Работал в основном в Венеции.

## Биография
О ранних годах жизни художника известно мало. Дискуссионными остаются месяц и год его рождения, происхождение и место рождения. Он родился около 1480 года, вероятно, в Венеции, в семье Бьяджо Катены, далматинца из Пераста (Черногория). Если он родился в 1470 году, то в 1500 году ему было около тридцати или чуть меньше, и он принадлежал к поколению Джорджоне Якопо Пальмы Старшего и Тициана.
Возможно, что около 1500 года Катена работал в мастерской Джованни Беллини. Влияние последнего очевидно, прежде всего, в композициях «Святого собеседования»(итал. Sacra Conversazione), например, в картине Катены «Святое собеседование на тёмном фоне» (Художественная галерея, Глазго).
Около 1520 года Катена работал в Риме, испытал влияние Рафаэля, которое проявилось в алтарной картине «Святое семейство со святой Анной». Последний этап его творчества знаменует «Алтарь Санта-Кристина», отличный ярко выраженным пейзажным лиризмом. После этого Катена написал «Поклонение пастухов», «Ужин в Эммаусе», «Портрет Джанджорджио Триссино» и «Воин, поклоняющийся младенцу Христу и Деве Марии». В 1520 году известие о популярном художнике оставил венецианец Маркантонио Микели, который составил перечень произведений Винченцо Катены, известные ему в частных собраниях Венеции. Помимо алтарных картин с образами Мадонны, Катена прославился как портретист. Это принесло ему связи с многими влиятельными заказчиками аристократических семей Венеции. Так одним из покровителей художника был дож Леонардо Лоредан.
В 1528 году Катена был шафером на свадьбе сестры Себастьяно дель Пьомбо, который стал главой мастерской после смерти Джорджоне. В последний раз он изменил завещание 10 сентября 1531 года и умер 29 сентября того же года.

## Творчество
В истории венецианской живописи сложилось так, что «творчество и художественный стиль Катены оказались „в тени“ других великих венецианцев — Беллини, Джорджоне и Тициана». Винченцо Катена находился также под влиянием Альвизе и Бартоломео Виварини, Чимы да Конельяно. Как художник он ближе к произведениям таких консервативных мастеров, как Витторе Карпаччо или к Альвизе Виварини, чем к Джованни Беллини или Джорджоне. Даже поэтический строй произведений Катены, характерный для венецианской живописи XV века, отмечен некоторой скованностью.
Постепенно, благодаря участию выдающихся гуманистов Пьетро Бембо и Джанджорджо Триссино, его манера приблизилась к художественной атмосфере, разработанной Джорджоне и Тицианом. Он создал несколько значительных работ: «Святое собеседование», «Донатор», «Портрет дамы» и «Портрет мужчины», характеризующихся ярким колоритом и гармоничной композицией.
Однако Катена так и не преодолел полностью статичность и скованность формы ни в религиозных композициях, ни в портретах. Он старательно фиксировал украшения и орнаментацию тканей одежд портретируемых или незначительные детали в религиозных композициях. Модную причёску или костюм персонажа художник изображал также пристально, как и особенности лиц. Иногда качества портретности Катена использовал в фигурах алтарных картин, как это делали и другие венецианские художники, его современники, например в картине «Юдифь с отрубленной головой Олоферна на парапете» (начало 1530-х гг.).
Однако многие женские образы на его картинах выглядят родными сёстрами. В произведениях, Винченцо Катена придерживался медленного рассказа и чаще оставался прозаичным. Его быстро обогнали такие мастера венецианской живописи как Тициан, Лоренцо Лотто или, в меньшей степени, Себастьяно дель Пьомбо. В Санкт-Петербургском Эрмитаже имеются две картины Винченцо Катены.

## Галерея
- Мадонна на троне со святыми и поклонением дожа Леонардо Лоредана. 1530. Дерево, масло. Музей Коррер, Венеция
- Святое семейство с Иоанном Крестителем и Иосифом. Ок. 1527. Холст, масло. Музей изобразительных искусств, Хьюстон
- Мадонна с Младенцем, со святыми и донатором. 1500 – 1505. Дерево, масло. Галерея искусств Уокера, Ливерпуль
- Воин, поклоняющийся младенцу Христу и Деве Марии. Ок. 1520. Холст, масло. Национальная галерея, Лондон
- Святой Иероним за своими занятиями. Между 1508 и 1512 гг. Холст, масло. Национальная галерея, Лондон
- Портрет молодого человека. Ок. 1510. Дерево, масло. Национальная галерея, Лондон
- Портрет дожа Андреа Гритти. Между 1523 и 1531 гг. Холст, масло. Национальная галерея, Лондон
- Портрет женщины. Ок. 1520. Холст, масло. Художественный музей Эль Пасо, Техас
- Дева Мария с Младенцем, святой Марией Магдалиной и неизвестной святой. 1500–1505. Дерево, масло. Художественный музей Келвингроув, Глазго